# مارغريت موراي روبرتسون
مارغريت موراي روبرتسون (بالإنجليزية: Margaret Murray Robertson)‏ (22 أبريل 1823 في المملكة المتحدة - 14 فبراير 1897)؛ مُدرسة وروائية بريطانية.